# Hugh Shearer
Hugh Lawson Shearer (18. maj 1923 – 5. juli 2004) var Jamaicas premierminister i 1967-72.